# Maurice Allais
Maurice Allais, född 31 maj 1911 i Paris, död 9 oktober 2010 utanför Paris, var en fransk nationalekonom och ingenjör.
Han mottog Sveriges Riksbanks pris i ekonomisk vetenskap till Alfred Nobels minne 1988.

## Biografi
Allais föräldrar drev en ostbutik. Hans far kallades in för militärtjänstgöring i augusti 1914, blev tillfångatagen under första världskriget och avled i tysk krigsfångenskap i mars 1915. Allais var inledningsvis intresserad av historia men under inflytande av sin lärare i matematik studerade han vid École Polytechnique 1931–1933 och gick därefter in i Corps National des Mines eftersom denna personalkår gav goda möjligheter till en karriär i stora industriföretag. Efter ett års militärtjänstgöring, som innehöll artilleriutbildning, studerade han två år vid École Nationale Supérieure des Mines de Paris. I oktober 1936 började han arbeta vid den statliga franska gruvadministrationen och fick 1937 ansvar för en enhet i Nantes. 1939 kallades han in i franska alparmén för tjänstgöring på italienska fronten under andra världskriget. Allais förde befäl över en tung artilleribataljon i Briancontrakten. Efter Frankrikes kapitulation i juni 1940 återgick han i juli 1940 till sin befattning i Nantes, som nu befann sig i den tysk-ockuperade delen av landet.
Från 1941 till 1948 var Allais parallellt verksam som statstjänsteman och som nationalekonomisk forskare. Han var föreståndare för gruvadministrationens dokumentations- och statistikenhet i Paris från oktober 1943 till april 1948. Han var också professor i ekonomisk analys vid École des Mines från 1944 och föreståndare för en forskningsenhet vid Centre National de la Recherche Scientifique (CNRS) från 1946. Från april 1948 kunde han ägna sig helt åt forskning.
Allais tilldelades CNRS guldmedalj 1978.

## Insatser inom nationalekonomi
I sitt banbrytande teoretiska arbete försökte Allais hitta en balans mellan samhällsnytta och ekonomisk effektivitet i de statsägda monopolens prissättning. Detta ledde de statliga företagen att överväga hur deras prissättning av varor och tjänster kunde åstadkomma de resultat som tidigare hade försökt uppnås enbart genom regleringar. Dessa insatser var särskilt betydelsefulla de första årtiondena efter andra världskriget, när de statsägda monopolen växte i omfattning i många länder i Västeuropa.
Allais betydelsefulla tidiga böcker inkluderade À la Recherche d’une Discipline Économique (1943) och Economic et Interet ("Ekonomi och ränta", 1947). Hans arbeten genomfördes parallellt med eller före liknande arbeten utförda av John Hicks och Paul Samuelson. Eftersom Allais publicerade på franska, och inledningsvis under pågående krig, fick hans resultat inledningsvis inte samma spridning i den engelskspråkiga världen som Hicks och Samuelsons arbeten.
För sina insatser inom nationalekonomin belönades Allais med Sveriges Riksbanks pris i ekonomisk vetenskap till Alfred Nobels minne 1988 med motiveringen "för hans pionjärinsatser inom teorin för marknader och effektivt resursutnyttjande".